# Jalaquduq
Jalaquduq (bis 2015 Oxunboboyev, bis 1976 Soʻfiqishloq) ist eine Stadt (shahar) in der usbekischen Viloyat Andijon im Ferghanatal und Hauptort des Bezirks Jalolquduq.
Die Stadt liegt etwa 25 km südöstlich der Viloyathauptstadt Andijon. Sie hat einen Bahnhof der Bahnstrecke Andijon-Karasuu der Usbekischen Eisenbahnen (Oʻzbekiston Temir Yoʻllari).  Nördlich der Stadt fließt der Andijonsoy, südlich der Shahrixonsoy.
Im Jahr 1976 erhielt der Ort Soʻfiqishloq das Stadtrecht und wurde umbenannt in Oxunboboyev. Gemäß der Bevölkerungszählung 1989 hatte die Stadt 11.043 Einwohner, einer Berechnung für 2003 zufolge betrug die Einwohnerzahl 20.800. 2015 wurde die Stadt erneut umbenannt in Jalaquduq.

## Söhne und Töchter der Stadt
- Abbos Otaxonov (* 1995), Fußballspieler